# Slates
Slates — четвёртый студийный альбом британской рок-группы The Fall, записанный в феврале и вышедший 27 апреля 1981 года на Rough Trade Records.

## История создания
Над треками пластинки работали разные продюсеры (помимо The Fall — Эдриан Шервуд, Джефф Трэвис, Грант Шоубиз); её обложку оформил Марк Э. Смит.
Slates вышел в необычном формате, и сделано это было сознательно. Смит был «сыт по горло всеми этими альтернативными чартами» и именно поэтому вместе с Кей Кэрролл решил, что альбом выйдет в «среднем» формате, а стоить будет дешевле сингла. «Так мы избежали этой альтернативщины — не хотелось у них там возглавить чарты», — говорил он. 10-дюймовый релиз с 6 треками формально действительно не мог быть включён ни в сингловый, ни в альбомный чарты, но всё же был классифицирован как альбом и вошёл в UK Indie Chart, поднявшись до #3.
В идейном отношении Slates, по словам Смита, был «попыткой достучаться до избранных — той тысячи рабочих и интеллигентов, которые не слушают музыку и не покупают пластинок… Я был бы одним из них, если бы не участвовал в группе, это я знаю точно», — говорил он.

О том, какого рода конфликты разворачивались у него с записывающей компанией, Смит позже рассказывал: 
Rough Trade были мягкотелые нудные хиппи. 'Э… мальчик который разносит чай — ему не нравится, что обидели Wah! Heat вот в этой песне. И ещё девушка, которая готовит рис у нас в столовой — ей не понравилось слово slags'. У них там целое заседание состоялось по поводу того, что мы в одной песне упомянули оружие. Мол, политика Rough Trade состоит в том, чтобы не поддерживать… Я им — да вас каким боком это касается? Просто продавайте эту пластинку, вы <…> хиппи!

## Отзывы критики
Дон Уотсон из NME отметил, что тексты песен альбома далеко позади оставили за собой музыкальное сопровождение, которое «за ними просто не поспевало», усмотрев здесь попытку группы «достучаться до масс, которые оказались отброшенными в гетто Oi!-музыки».

## Список композиций

### Сторона 1
1. «Middle Mass» (Steve Hanley, Marc Riley, Крэйг Скэнлон, Марк Эдвард Смит) — 3:32
2. «An Older Lover Etc.» (Paul Hanley, S. Hanley, Riley, Scanlon, Smith) — 4:36
3. «Prole Art Threat» (Riley, Smith) — 1:57

### Сторона 2
1. «Fit and Working Again» (Riley, P. Hanley, S. Hanley, Smith) — 2:59
2. «Slates, Slags, Etc.» (The Fall) — 6:34
3. «Leave the Capitol» (Riley, Scanlon, S. Hanley, Smith) — 4:07

## Переиздания
Альбом Slates впервые был издан на CD в 1992 году лейблом Dojo Records, будучи объединён с концертным альбомом A Part of America Therein. В том же виде, с новым оформлением, этот альбомный тандем был перевыпущен в 1998 году Castle Music. В «чистом виде» Slates вышел на CD лишь в 2004; к оригинальному материалу здесь были добавлены ещё 7 треков.

### 2004 CD
1. «Middle Mass»
2. «An Older Lover etc.»
3. «Prole Art Threat»
4. «Fit and Working Again»
5. «Slates, Slags, etc.»
6. «Leave the Capitol»
7. «Middle Mass»
8. «Lie Dream Of a Casino Soul»
9. «Hip Priest»
10. «C’n’C — Hassle Schmuck»
11. «Lie Dream Of a Casino Soul»
12. «Fantastic Life»
13. «Medical Acceptance Gate»

Треки 7-10 были взяты из John Peel Session #4, 11-12 вышли синглом в декабре 1981 года, трек 13 прежде издавался лишь на сборнике The Collection (Castle, 1993).

### Комментарии к песням
- Prole Art Threat. — Песня положила начало концепции (формулировавшейся, в основном, прессой, не автором) касавшейся новой формы «пролетарского искусства», которую создают The Fall. Сам Смит впоследствии говорил, отвечая на вопрос об этой песне: «Ненавижу это представление о себе как о ненавидящем средний класс. Я могу ругать их весь день, но это ужасно, когда тебя боятся — именно за это. В сущности они такие же люди, просто с другим набором проблем»[7].
- Lie Dream Of A Casino Soul. Песня была выдержана в духе Northern Soul и при этом направлена против феномена «музыкальной моды». Смит по этому поводу говорил: «Много вообще-то соул-боев, которым нравятся The Fall, потому что их музыка всегда шла против течения, она даёт им то же ощущение насмешливости, как и наша музыка. Смешно, что Dexys надорвали все жилы, чтобы попытаться получить эту аудиторию, но даже к ней не приблизились. Парни, которых я знал говорили что это жалкая пародия, потому что они вырядились в одежду, которую там носили лет шесть назад и обдирали духовые риффы, которые на севере знают вообще говоря наизусть»[8].

## Участники записи
- Марк Эдвард Смит — вокал, фортепиано, гармоника
- Marc Riley — электрогитара, фортепиано, вокал
- Craig Scanlon — электро- и акустическая гитара, фортепиано
- Steve Hanley — бас-гитара, акустическая гитара, вокал
- Paul Hanley — ударные, перкуссия
- Kay Carroll — вокал, казу
- Dave Tucker — vocals, кларнет